# Royal (Illinois)
Royal – wieś w Stanach Zjednoczonych, w stanie Illinois, w hrabstwie Champaign.